# Gianfranco Stella
Gianfranco Stella (ur. 20 grudnia 1938 w Asiago) – włoski biegacz narciarski, brązowy medalista mistrzostw świata w narciarstwie klasycznym oraz srebrny medalista mistrzostw świata w ski mountaineeringu.

## Kariera
Jego olimpijskim debiutem były igrzyska w Innsbrucku w 1964 roku, gdzie zajął 18. miejsce w biegu na 30 km. Cztery lata później, podczas igrzysk olimpijskich w Grenoble był trzynasty w biegu na 15 km, a na dystansie 30 km zajął 23. miejsce. Wziął także udział w igrzyskach olimpijskich w Sapporo w 1972 roku zajmując 28. miejsce w biegu na 15 km.
W 1962 roku wystartował na mistrzostwach świata w Zakopanem zajmując piąte miejsce w sztafecie 4x10 km. Największy sukces w swojej karierze osiągnął na mistrzostwach świata w Oslo, gdzie wspólnie z Giulio De Florianem, Franco Nonesem i Franco Manfroi wywalczył brązowy medal w sztafecie.
Na pierwszych mistrzostwach świata w ski mountaineeringu rozgrywanych w 1975 roku w Cervinie wraz ze swym bratem Aldo oraz Leo Vidim zdobył srebrny medal w konkurencji drużyn wojskowych.

## Osiągnięcia

### Igrzyska olimpijskie
| Miejsce | Dzień       | Rok  | Miejscowość | Konkurencja             | Czas biegu | Strata   | Zwycięzca         |
| ------- | ----------- | ---- | ----------- | ----------------------- | ---------- | -------- | ----------------- |
| 18.     | 30 stycznia | 1964 | Innsbruck   | 30 km stylem klasycznym | 1:30:50,7  | +4:10,4  | Eero Mäntyranta   |
| 23.     | 7 lutego    | 1968 | Grenoble    | 30 km stylem klasycznym | 1:35:39,2  | +5:02,8  | Franco Nones      |
| 13.     | 10 lutego   | 1968 | Grenoble    | 15 km stylem klasycznym | 47:54,2    | +2:05,6  | Harald Grønningen |
| 28.     | 7 lutego    | 1972 | Sapporo     | 15 km stylem klasycznym | 45:28,24   | +2:48,90 | Sven-Åke Lundbäck |

### Mistrzostwa świata
| Miejsce | Dzień     | Rok  | Miejscowość  | Konkurencja             | Czas biegu | Strata   | Zwycięzca         |
| ------- | --------- | ---- | ------------ | ----------------------- | ---------- | -------- | ----------------- |
| 19.     | 20 lutego | 1962 | Zakopane     | 15 km stylem klasycznym | 55:22,8    | +3:38,8  | Assar Rönnlund    |
| 5.      | 22 lutego | 1962 | Zakopane     | Sztafeta 4 × 10 km      | 2:24:39,8  | +3:35,2  | Szwecja           |
| 3.      | 23 lutego | 1966 | Oslo         | Sztafeta 4 × 10 km      | 2:14:27,9  | +3:44,3  | Norwegia          |
| 17.     | 17 lutego | 1970 | Vysoké Tatry | 15 km stylem klasycznym | 47:04,71   | +1:46,56 | Lars-Göran Åslund |
| 6.      | 19 lutego | 1970 | Vysoké Tatry | Sztafeta 4 × 10 km      | 2:06:36,47 | +3:34,23 | ZSRR              |